# Lucy Lameck

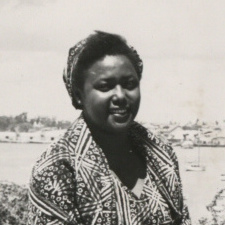
Lucy Lameck in den 1960er Jahren

Lucy Selina Lameck Somi (geboren 1934; gestorben am 21. März 1993 in  Moshi) war eine tansanische Politikerin.

## Leben
Lucy Lameck wuchs in einem politisch aktiven Elternhaus auf. Sie besuchte eine katholische Schule und absolvierte danach eine Ausbildung als Krankenschwester, die sie 1950 abschloss. Da sie die rassistische Diskriminierung des kolonial verwalteten Gesundheitssystems nicht mittragen wollte, entschied sie sich dagegen, in diesem Beruf zu arbeiten. Sie arbeitete für verschiedene Organisationen, die sich gegen die Kolonialherrschaft über Tansania einsetzten. 1957 erhielt sie ein Stipendium, um am Ruskin College der Universität Oxford Wirtschafts- und Politikwissenschaft zu studieren. Auch von England aus engagierte sie sich weiter für die Unabhängigkeit Tansanias. 1960 kehrte sie nach Tansania zurück. Noch im selben Jahr wurde sie als erste Frau Abgeordnete im Parlament Tansanias. Anfangs wurden die Parlamentsmitglieder durch den Regierungschef Julius Nyerere benannt. Bei den folgenden Wahlen der Jahre 1965 und 1970 gewann Lameck ihren Sitz. 1975 gewann sie die Wahl nicht und setzte eine Legislaturperiode aus, um von 1980 bis 1985 erneut als Abgeordnete im Parlament zu sitzen. In dieser Zeit hatte sie (wiederum als erste Frau) zwei Posten als stellvertretende Ministerin inne: Von 1965 bis 1970 war sie Deputy Minister of Cooperatives and Community Development, von 1966 bis 1972 Deputy Minister of Health and Housing.

## Ehrungen
2020 beschloss die Bezirksverordnetenversammlung von Berlin-Neukölln mehrheitlich, die bis dahin nach dem deutschen Offizier und Kolonialbeamten Hermann von Wissmann benannte Wissmannstraße in Lucy-Lameck-Straße umzubenennen. Am 23. April 2021 wurden die Straßenschilder ausgetauscht.